# Burgruine Rein
Die Ruine des als Burg Rein, auch Reun bezeichneten Wehrbaues liegt im Ortsteil Eisbach der Gemeinde Gratwein-Straßengel im steirischen Bezirk Graz-Umgebung, etwas westlich des Stiftes Rein. Die Geschichte der Höhenburg reicht bis in die Mitte des 11. Jahrhunderts zurück. Spätestens im 14. oder 15. Jahrhundert wurde sie dem Verfall preisgegeben und die vorhandenen Wehranlagen wurden in die Klosteranlage des Stiftes Rein einbezogen.

## Standort
Die Ruine des befestigten Hofes befindet sich auf einer kleinen Anhöhe, westlich des Stiftes Rein. Etwas nördlich der Ruine erhebt sich der Ulrichsberg, der vom Pleschkogel überragt wird. Zwischen der Ruine und dem Ulrichsberg verläuft die alte Straße auf die Gleinalpe, welche der Wehrbau früher schützte.

## Geschichte
Die ersten Erwähnungen des befestigten Hofes Reun erfolgten zwischen 1040 und 1060, als der Wehrbau als Sitz des Edlen Waltfried diente. Der im Jahr 1103 in der Gründungsurkunde des Stiftes St. Lambrecht genannte Graf  Waldo von Ruina dürfte ebenfalls in Rein seinen Sitz gehabt haben. Da er aber kurz nach der Stiftsgründung nach Franken auswanderte, überließ er 1122 den Wehrhof Rein den Markgrafen Ottokar II., um die dazugehörigen Grundstücke für eine Klostergründung zu verwenden. Diese Grundstücke wurden von Leopold I. im Jahr 1129 zur Gründung des Stiftes Rein verwendet, und der Hof diente als Verwaltungsmittelpunkt und zum Schutz der Straße auf die Gleinalpe. Leopolds Witwe Sophie erhielt 1135 von einem vermutlich mit Graf Waldo verwandten Wolfker weitere zu Reun gehörende Besitzungen, welche sie dem neu gegründeten Stift übergab. Der Wehrhof beherbergte 1276 eine Versammlung steirischer und Kärntner Adeliger, bei welcher sie dem deutschen König Rudolf I. die Treue und Gefolgschaft schworen, der sogenannte Reiner Schwur.
Die im 13. Jahrhundert vorhandenen Wehranlagen des Hofes wurden wahrscheinlich in die Klosteranlage integriert und sind heute nicht mehr erkennbar. Die einzigen heute noch feststellbaren Reste von Wehrmauern stammen aus dem 14. und 15. Jahrhundert. Spätestens zu jener Zeit wurde der Hof dem Verfall überlassen.

## Beschreibung
Heute sind nur mehr spärliche Reste der Wehrmauern aus dem 14. und 15. Jahrhundert erkennbar.